# Золотая пыль
«Золотая пыль» (англ. The Claim) — фильм по мотивам романа Томаса Харди «Мэр Кэстербриджа».

## Сюжет
«Золотая лихорадка» в Америке, 1868 год. Семья золотоискателя Диллона набредает на хибару старателя. Ослеплённый жаждой денег, Диллон продаёт свою жену Елену и дочь Хоуп одичавшему старателю в обмен на участок с золотом.
Через 20 лет на этом месте вырос город, где негласно правит разбогатевший Диллон.
Семейная драма разгорается с новой силой когда бывшие супруги и их дочь вновь встречаются через много лет.

## В ролях
- Питер Маллан — Диллон
- Милла Йовович — Люси
- Настасья Кински — Елена
- Сара Полли — Хоуп
- Уэс Бентли — Дэлглиш
- Ширли Хендерсон — Энни

## Съёмки
Основные съёмки проходили на курорте Fortress Mountain Resort в округе Кананаскис, Альберта, Канада. Ближе к концу фильма, в сцене, где персонаж Диллона стоит на улице и бросает масленку в горящее здание, на заднем плане можно увидеть вышку, тросы и кресла современного подъемника.